# Список верховных комиссаров Великобритании в Новой Зеландии

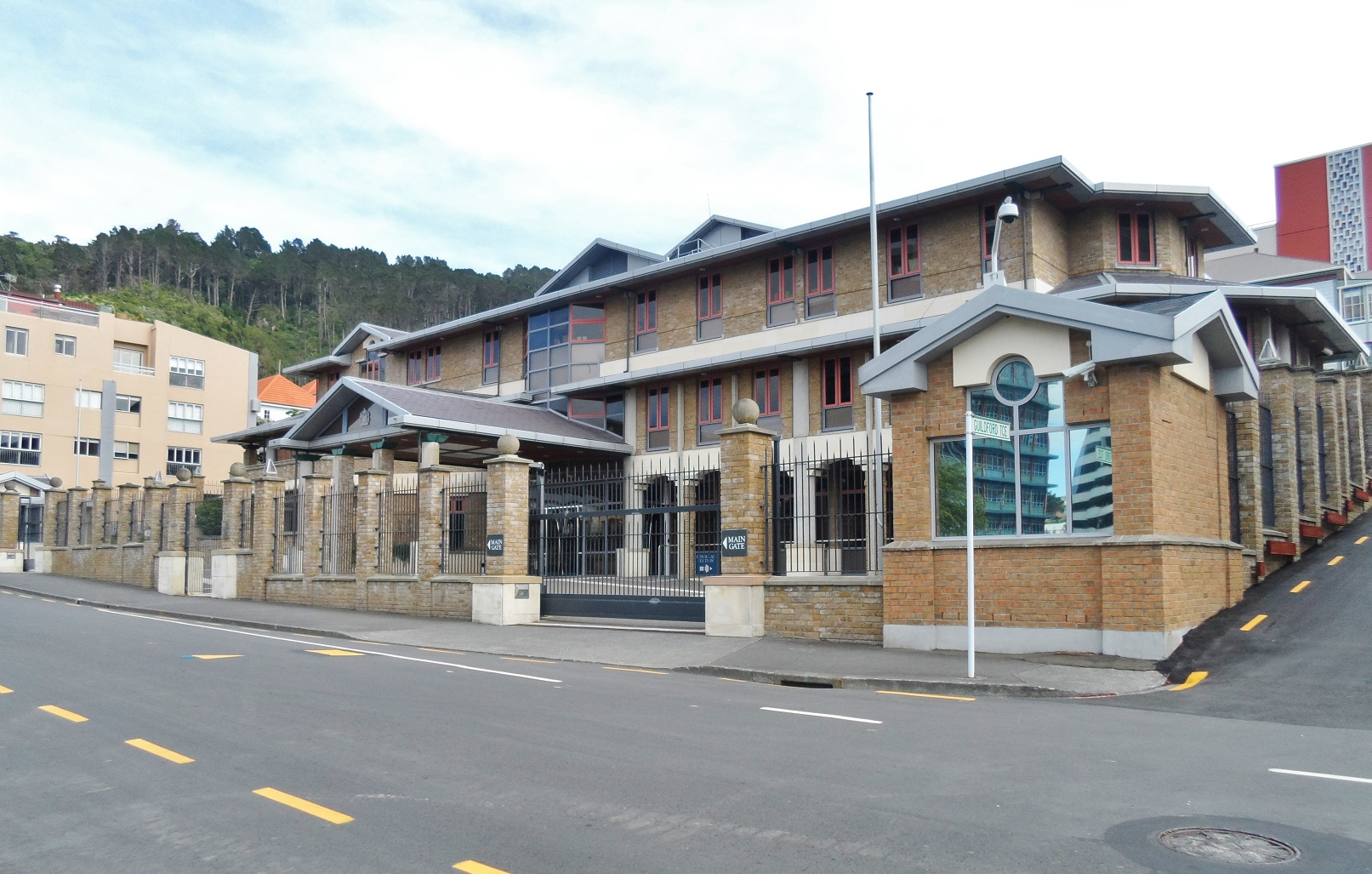
Британская Верховная комиссия в Веллингтоне

Страны, принадлежащие к Содружеству наций, обычно обмениваются верховными комиссарами, а не послами. Хотя есть несколько технических различий между ними, на практике они являются одним и тем же офисом.
С 1970 года верховный комиссар Великобритании Новой Зеландии также является губернатором-нерезидентом Питкэрна и верховным комиссаром-нерезидентом Самоа. Помимо Верховной комиссии в Веллингтоне, правительство Великобритании содержит генеральное консульство в Окленде.
С 1939 года верховным комиссаром Великобритании в Новой Зеландии были следующие лица:
- Сэр Гарри Батерби GCMG KCVO MA (1939—1945)
- Сэр Патрик Даф KCB KCVO (1945—1949)
- Сэр Рой Прайс KCMG (1949—1953)
- Генерал сэр Джоффри Скунс KCB, KBE, CSI, DSO, MC (1953—1957)
- Сэр Джордж Маллаби KCMG OBE (1957—1959)
- Сэр Фрэнсис Ховелл-Терлоу-Камминг-Брюс KCMG (1959—1963)
- Сэр Артур Голсуорси KCMG (1969—1973)
- Сэр Дэвид Обри Скотт KCMG OBE (1973—1975)
- Сэр Харольд Смедли KCMG MBE (1976—1980)
- Сэр Ричард Стрэттон KCMG (1980—1984)
- Терренс О’лири CMG (1984—1987)
- Робин Байатт CMG (1987—1990)
- Дэвид Мосс (1990—1994)
- Роберт Алстон CMG QSO (1994—1998)
- Мартин Уильямс (1998—2001)
- Ричард Фелл CVO (2001—2006)[3]
- Джордж Фергюссон (2006—2010)[4]
- Виктория Трейделл CMG MVO (2010—2014)[5]
- Джонатан Синклер LVO (2014—2017)[6]
- Лаура Кларк (с 2018)[7]